# Цвелферија
Цвелферија је подручје у западном Срему, Хрватска које обухвата девет села жупањског краја. То су села: Врбања, Сољани, Строшинци, Дреновци, Ђурићи, Рачиновци, Гуња, Рајево Село и Подгајци Посавски. Ова села су се налазила на граници са Османским царством, па су овдашњи људи прозвани — Граничари.
Назив Цвелферија потиче из војног језика. У доба када је Хрватска била подељена на пуковније, а оне на ниже јединице сатније, подручје ових 9 села чиниле су дванаесту сатнију. Од немачког zwölf (цвелф) што значи „дванаест” овај крај прозван је Цвелферијом.
Цвелферија се данас налази на граници Хрватске са Босном и Херцеговином и Србијом.
Термин се користи и дан-данас. Сваке године се у једном од тих села одржава културна манифестација Распјевана Цвелферија на којој учествују културно-уметничка друштва из Цвелферије и њихови гости.